# 崔國輔
崔國輔（?687年—?755年），青州益都（今山东省青州市）人，唐朝政治人物。
生卒年、字号皆不详。開元十四年嚴迪榜進士，與儲光羲、綦毋潛同榜。歷官山陰（今浙江绍兴）尉，開元二十三年授許昌县令，天寶中，官集賢院直學士。天寶十載，官禮部員外郎。天寶十一載（752年），王鉷因罪被杀，國輔是王鉷近亲，受株连，貶竟陵司馬。在竟陵與陆羽交遊三年，酬唱、品茶。其後事蹟失考。有《陆羽崔国辅诗集》，早佚。《全唐詩》存崔國輔詩一卷，《全唐詩續拾》補詩三首。有子崔度。